# Betty Milan
Elizabeth Milan Mangin, conhecida como Betty Milan (São Paulo, 5 de agosto de 1944), é uma escritora e psicanalista brasileira.
Autora de romances, ensaios, crônicas e peças de teatro. Além de publicadas no Brasil, suas obras também circulam com selos de França, Argentina e China. Colaborou nos principais jornais brasileiros e foi colunista da Folha de S. Paulo, da Veja e Veja.com. Trabalhou para o Parlamento Internacional dos Escritores, sediado em Estrasburgo, na França. Em 1998 e 2015 foi convidada de honra do Salão do Livro em Paris, cujo tema era o Brasil. Em 2014, representou a literatura brasileira contemporânea na Feira Internacional do Livro de Miami (EUA). Antes de se tornar escritora, formou-se em medicina pela Universidade de São Paulo e especializou-se em psicanálise na França com Jacques Lacan.

## Biografia
Nasce numa família de imigrantes libaneses no centro de São Paulo, mas passa a primeira infância na Vila Esperança, um bairro da periferia. Talvez por isso tenha se interessado pela cultura popular e vivido entre dois países, a França e o Brasil, a partir dos 30 anos, indo de um para outro continente.
Aos 18 anos, presta vestibular e entra na Faculdade de Medicina da Universidade de São Paulo, que cursa com o projeto de se tornar psiquiatra. Dedica-se também às humanidades e frequenta, como ouvinte, vários cursos na Faculdade de Filosofia, Ciências e Letras, onde conhece grandes intelectuais franceses, como Michel Serres, Michel Foucault e Gérard Lebrun, que despertam nela o desejo de se aprofundar na cultura francesa.
Já formada, em 1968, começa a especialização em psiquiatria, estagiando, no Brasil em diversos hospitais - inclusive no Juqueri, uma das mais antigas colônias psiquiátricas do país, situada em Franco da Rocha (SP) - e na Escócia, numa comunidade terapêutica dirigida pelo psiquiatra Maxwell Jones. Simultaneamente, estuda psicodrama e psicanálise e se exerce, como aprendiz, nessas duas práticas.
Em 1969, encontra Zerka Moreno num Congresso de Psicodrama em Buenos Aires e em dezembro do mesmo ano vai estudar no Moreno Institute em Beacon, no estado de Nova York. Trabalha diretamente com Zerka no Public Theater of New York. De volta ao Brasil, escreve O jogo do esconderijo. Neste livro, questiona o psicodrama pelo que pode haver nele de voluntarista, já manifestando o espírito crítico que a caracteriza.
Aos 29 anos, defende tese de doutoramento em psiquiatria na Faculdade de Medicina da Universidade de São Paulo e, um ano depois, em 1974, vai para a França se analisar com Jacques Lacan, de quem logo se torna tradutora e assistente na Universidade de Paris VIII.
O encontro com este grande mestre é para ela um marco decisivo, pois aprende a não imitar o mestre e a valorizar a própria singularidade. Deste ensinamento resultou, em 1991, um romance O Papagaio e o Doutor, que foi traduzido para o francês (1997) e para o espanhol (1998) e teve impacto em vários países: Brasil, Portugal, França, Bélgica, Líbano, Argentina. Possivelmente pela independência que ele preconiza em relação ao mestre e aos ancestrais.
Pouco antes de terminar sua formação em psicanálise e voltar para o Brasil, em 1981, escreve um primeiro romance, O sexophuro, que é saudado pela crítica paulista. Com ele, se inicia na via literária.
A estada na França, de 1974 a 1978, tanto possibilita a especialização na psicanálise quanto o aprendizado da cultura francesa. Faz também sonhar com o país natal e desperta um interesse novo pela sua cultura. Assim, ao se radicar no Brasil, além de formar psicanalistas e de clinicar, realiza uma pesquisa sobre o Carnaval e ensina simultaneamente no Colégio Freudiano do Rio de Janeiro – uma associação fundada em 1975 por ela juntamente com o também psicanalista Magno Machado Dias –, que desempenha importante papel na difusão da teoria lacaniana.
Da pesquisa nas escolas de samba no Rio de Janeiro resulta, em 1988, Os bastidores do Carnaval, livro precursor, porque pela primeira vez no Brasil o discurso dos carnavalescos é levado a sério. Graças a esse trabalho, ela conhece Joãosinho Trinta, que lhe fala da cultura do brincar e a leva a fazer desta um conceito, a mostrar o quão importante é o brincar para o Brasil. Tanto quanto o humour é para a Inglaterra e o droit para a França.
Betty Milan vê no brincar um recurso civilizatório e uma marca da cultura brasileira. Por isso, no ensaio que escreve sobre o amor, diferencia a paixão do amor à maneira de Tristão e Isolda da paixão do brincar, que é o amor à brasileira, e encontra sua melhor expressão no romance Macunaíma, de Mário de Andrade. Esse ensaio, publicado em 1983 na Coleção Primeiros Passos da Editora Brasiliense com o título O que é o amor, é extremamente polêmico e se torna objeto de mais páginas na imprensa do que as páginas escritas pela autora. Posteriormente, um dos capítulos do livro, que se tornou best-seller, é adaptado para o teatro. A peça, Paixão, interpretada por Nathalia Timberg em quase todos os estados do Brasil, sob a direção de Wolf Maia e com música de Júlio Medaglia, é também gravada e lançada em CD com o selo do Museu Paulista da Universidade de São Paulo.
Em 1985, participa de um congresso organizado pelo Colégio Freudiano do Rio de Janeiro, que reúne no Copacabana Palace intelectuais brasileiros de todas as áreas do conhecimento e tem Gilberto Freyre como convidado de honra. O evento é encerrado com seu texto “A Psi do Zil” – hoje parte do volume Isso é o país –, que foi importante para o desenvolvimento de sua obra posterior, em particular o romance O Papagaio e o Doutor. A seguir, Betty Milan vai novamente para a França, mas agora com o intuito de escrever.
Paris já não é a cidade da formação em psicanálise, e sim a do exílio voluntário da escritora. E o primeiro livro é o mencionado O Papagaio e o Doutor, que narra a saga da imigração libanesa no Brasil e o encontro com um doutor que só Jacques Lacan poderia ter inspirado. Trabalha dez anos no livro, porque, depois de escrever o original durante cinco (1986 a 1991), faz a adaptação para o francês e acompanha a tradução (1992 a 1997). Depois da adaptação, escreve em português uma segunda versão do livro, que é publicada pela Editora Record em 1998.
Nesse período, escreve outros textos. Primeiramente, em 1989, o ensaio O país da bola, saudado pelo Jornal do Brasil com a primeira página do Caderno B. Traduzido e editado na França durante a Copa do Mundo de 1998, o livro é bem recebido pela imprensa francesa e entra na seleção dos indicados pela revista Le Nouvel Observateur.
De 1991 a 1994, escreve A paixão de Lia, um romance em que erotismo e lirismo se confundem. A crítica o saúda pelo imaginário e pela delicadeza.
Antes do lançamento da versão francesa de O Papagaio e o Doutor, em 1997, escreve uma série de 29 crônicas sobre Paris, que são primeiramente publicadas no Jornal da Tarde, de São Paulo, e depois reunidas em livro. Paris não acaba nunca, lançado pela Record em 1996, registra grande sucesso de venda no Brasil, é traduzido para o francês e o inglês e publicado on line em Paris pela editora virtual 00h00.com. A versão francesa é da própria autora, que, tendo vivido duas décadas entre o Brasil e a França, reescreve a obra em francês. Em 2004, o livro é traduzido do francês para o chinês e editado em Pequim.
A partir de 1993, valendo-se do fato de morar em Paris e ser colaboradora de grandes jornais brasileiros, passa a fazer entrevistas especiais com artistas e intelectuais estrangeiros para o suplemento Mais da Folha de S. Paulo, jornal no qual já colaborava desde 1980. Tem então a oportunidade de entrevistar escritores, artistas e pensadores como Nathalie Sarraute, Octavio Paz, Michel Serres, Jacques Derrida, Françoise Sagan entre outros. As entrevistas são reunidas no livro A força da palavra em 1996, e a Record passa a ser a principal editora de suas obras.
Ato contínuo, a Folha de S. Paulo encomenda dez entrevistas sobre o século XX, tendo como temas a cidade, a guerra, a terra, o desterro, a vida, as mulheres, o sexo, a língua, a arte e a comunicação. As entrevistas realizadas com dez grandes intelectuais europeus também são reunidas em livro, O século, que, publicado pela Record, ganha grande o prêmio de crônica da Associação Paulista dos Críticos de Arte em 1999.
Em 1998, Betty Milan é convidada de honra do Salão do Livro de Paris, em cujo contexto são lançadas as versões francesas de Os bastidores do Carnaval (Rio, dans les coulisses du carnaval) e O país da bola (Le pays du ballon rond) pela Éditions de l'Aube, a mesma que havia lançado O Papagaio e o doutor (Le Perroquet et le Docteur).
Em 1994, torna-se membro do Parlamento Internacional dos Escritores para o qual trabalha ativamente até conseguir que Passo Fundo (RS) integrasse a rede de cidades-refúgios do Parlamento.
De 1996 a 2000, escreve O clarão, uma obra que pode ser qualificada de "romance de sabedoria", cujos temas são a amizade e a morte. O clarão é lançado em 2001 pela Editora de Cultura como parte de um movimento de educação para a paz, que reúne vários intelectuais e artistas, o Projeto Amizade no Terceiro Milênio (PATM). O livro se torna finalista do Prêmio Passo Fundo de Literatura, é adotado pela Secretaria de Educação das prefeituras de São Paulo (SP) e Goiânia (GO) e é seguido da publicação de A cartilha do amigo, criada especialmente para o público escolar e também adotada, tornando-se uma bem-sucedida incursão na literatura infanto-juvenil.
Em 2002, ano em que faz pioneiramente um bate-papo na internet, respondendo a questões livres dos internautas, adapta A paixão de Lia para o teatro, texto que é lido pela atriz Giulia Gam com direção de José Celso Martinez Corrêa, do Teatro Oficina, no Auditório da Folha.
Em novembro de 2003, lança o romance O amante brasileiro, em parte inspirado no bate-papo. O romance também é adaptado para o teatro e estreia, em agosto de 2004, no Teatro Oficina sob a direção de Fransérgio Araújo.
Em 2005, escreve a peça Brasileira de Paris, lida no Auditório da Folha em 8/03/2006, Dia Internacional da Mulher, com direção de Marcelo Drummond. Depois de ter colaborado, durante 25 anos na Folha de S. Paulo, torna-se colunista do jornal em 2005, respondendo a questões sobre o amor, o sexo e a morte. Em 2007, com edição da Record, os textos da coluna são reunidos no livro Fale com ela, com grande repercussão na imprensa. A revista semanal Veja convida a autora para fazer o consultório sentimental de sua edição on line, e ela se torna colunista da Veja.com.
Em 2008, lança Quando Paris cintila, que reúne 33 crônicas escritas em Paris, mas com ideias surgidas em diferentes lugares onde a autora esteve: Oslo, Istambul, Tessalônica, Pequim, Dunhuang, Madras, Ouro Preto, Nova York. Simultaneamente, sai uma edição revista de Paris não acaba nunca.
Em 2009, a ação da autora repercute em várias frentes. Na internet, a revista virtual de cultura Agulha relançou algumas das entrevistas feitas para os livros O século e A força da palavra, que se encontram esgotados na mídia impressa: Veja a convida para fazer uma coluna mensal na revista, onde ela escreve a partir de maio. Uma nova estreia literária ocorre em agosto, no Rio de Janeiro e em São Paulo, com o romance Consolação, recomendado pela Revista Veja]] e considerado ótimo pela Folha de S. Paulo. No campo da videoarte, o poema “Paris, adeus” ganhou interpretação na voz da atriz Bete Coelho e nas imagens de Paris capturadas pelo diretor Mathias Mangin – levada ao ar pela TV Cultura em agosto. No teatro, depois da leitura de Brasileira de Paris no Oficina, em janeiro de 2008, dirigida por Marcelo Drummond, chega a vez da leitura dramática de Adeus, Doutor, no Théâtre du Rond-Point, com direção de Jean-Luc Paliès, em outubro de 2009. Houve uma segunda leitura dramática no Sesc Santana, em março de 2010, com Bete Coelho e Zé Celso e uma terceira, em agosto de 2011, na Escola de Comunicação e Artes da Universidade de São Paulo (ECA-USP), com os alunos de teatro e direção de Jean-Luc Paliés.
Em 2011 é lançado Quem Ama Escuta reunindo as melhores colunas do Consultório Sentimental da Veja.com. Teve grande repercussão na imprensa nacional.
Adaptando as crônicas mais expressivas do livro, escreve em 2012 A vida é um teatro, que é encenada pelo Vozes no Teatro da Livraria da Vila e apresentada no Congresso Literário Fliporto. Neste mesmo ano, a Record faz uma edição revista e ampliada de A força da palavra.
A fim de descobrir o que implica ser mãe, escreve e lança em 2013 Carta ao filho, acolhido com grande interesse pela imprensa. Neste livro autobiográfico, afirma que não existe modelo de mãe e mãe modelo também não. Dessacraliza a mãe, liberando-a da ideia de que pode e precisa ser infalível.
Em 2014, representou a literatura brasileira contemporânea na Feira Internacional do Livro de Miami (EUA). 
Em 2015, depois de 21 livros publicados, Betty Milan se dedicou a editar o Teatro Dramático e Teatro Lírico . Nesta obra, que reúne as peças escritas desde a década de 1990, apresenta o lirismo de: “Paixão”, “Paixão de Lia” e “O amante brasileiro” e o teatro dramático de: “Brasileira de Paris” “Adeus Doutor” e “Dora não pode morrer”.
Em 2016 lançou A Mãe Eterna, romance tão franco quanto delicado sobre a passagem da condição de filha para a da mãe da mãe. Nele, a autora focaliza a velhice extrema e sustenta o direito de morrer. A obra esteve  durante semanas na lista dos mais vendidos e os seus direitos foram adquiridos em Portugal pela Penguin e, na Espanha, pela Maresia.
Fez uma série de conferências nos Estados Unidos, no ano de 2018, sobre a diáspora e a literatura. Foi convidada para falar na Universidade de Georgetown e na Universidade Johns Hopkins. Na prestigiada New York School of Arts foi lida sua peça de teatro Good By Doctor. 
BAAL - um romance da imigração, teve seu pré-lançamento em junho de 2019, em Beirute, onde a autora foi homenageada pelo Ministro das Relações Exteriores do Líbano “pela contribuição para o país dos ancestrais”. E em São Paulo, também no mês de junho, na Livraria da Vila, com grande repercussão na imprensa. No Rio de Janeiro, o romance foi lançado na Livraria Travessa.
O percurso de Betty Milan, que se exercita com sucesso no ensaio, no romance, na crônica, no teatro e na entrevista, é o de quem se interessa por muitos temas e erra livremente de um para outro. Não é por acaso que Paris não acaba nunca é dedicado "aos que sabem errar". A palavra errante se aplica perfeitamente bem a esta autora, cuja irreverência decorre do fato de pular sem culpa de um para outro galho, recusando assim a máxima que norteia a maioria dos intelectuais brasileiros: "Cada macaco no seu galho". Precisamente por não ter obedecido a ela, foi ouvir os carnavalescos e introduziu na cultura brasileira o conceito novo do brincar, pelo qual Gilberto Freyre muito se interessou.
Pela independência e ousadia, que também são características da heroína de O Papagaio e o Doutor, Betty Milan diz não aos diferentes imperialismos e incita a amar o Brasil sem cair no nacionalismo, posição incompatível com a sua maneira de ser, com um cosmopolitismo de que ela não parou de dar provas, indo continuamente de um para outro país, de uma para outra cultura.
Betty Milan é membro da Academia Paulista de Letras.

## Obras literárias
- O jogo do esconderijo (ensaio), 1975
- Manhas do poder (ensaio), 1979
- O sexophuro (romance), 1981
- E o que é amor (versão 1, ensaio), 1983
- Isso é o país (artigos), 1984
- Os bastidores do Carnaval (versão 1, ensaio), 1987
- Os bastidores do Carnaval (versão 2, ensaio), 1988
- O Papagaio e o Doutor (versão 1, romance), 1991
- A paixão de Lia (romance), 1994
- Os bastidores do Carnaval (ensaio), 1994
- Paris não acaba nunca (crônicas), 1996
- A força da palavra' (entrevistas), 1996
- O país da bola (versão de livraria, ensaio), 1998
- O Papagaio e o Doutor (romance), 1998
- O século (entrevistas), 1999
- E o que é o amor (ensaio), 1999
- O clarão (romance), 2001
- A cartilha do amigo (infantojuvenil), 2003
- O amante brasileiro (romance), 2003
- Fale com ela (consultório sentimental), 2007
- Quando Paris cintila (crônicas), 2008
- Consolação (romance), 2009
- A trilogia do amor (romance), 2010
- Quem ama escuta (consultório sentimental), 2011
- A força da palavra (2a. edição), 2012
- Carta ao filho (romance), 2013
- O país da bola (2a. edição), 2014
- Teatro Lírico e Teatro Dramático, 2015
- A Mãe Eterna - morrer é um direito, 2016
- ′′Baal, um romance da imigração′′, 2019
- ′′Lacan ainda′′, 2021

## Obras teatrais
- Paixão, 1994
- A paixão de Lia, 2001
- O amante brasileiro, 2004
- Brasileira de Paris, 2007
- Adeus, Doutor, 2008
- A vida é um teatro, 2012